# Heterorhabditis
Genre
Heterorhabditis est un genre de nématodes appartenant à l'ordre des Rhabditida et à la famille des Heterorhabditidae.
Toutes les espèces de ce genre sont des parasites obligatoires des insectes, et certaines d'entre elles sont employées dans la lutte biologique contre des insectes ravageurs.

## Utilisation
L'espèce de nématode, Heterorhabditis indica a été utilisée efficacement contre la rhinotie hémoptère, Rhinotia haemoptera, insecte ravageur des plantations de cocotiers qui peut aussi migrer vers les palmiers-dattiers et d'autres palmiers, provoquant des pertes économiques importantes pour les agriculteurs.

## Liste d'espèces
Selon NCBI (19 août 2011) :
- Heterorhabditis amazonensis
- Heterorhabditis argentinensis
- Heterorhabditis atacamensis
- Heterorhabditis bacteriophora
- Heterorhabditis baujardi
- Heterorhabditis brevicaudis
- Heterorhabditis downesi
- Heterorhabditis floridensis
- Heterorhabditis georgiana
- Heterorhabditis hawaiiensis
- Heterorhabditis hepialus
- Heterorhabditis indica
- Heterorhabditis marelatus
- Heterorhabditis megidis
- Heterorhabditis mexicana
- Heterorhabditis safricana
- Heterorhabditis sonorensis
- Heterorhabditis taysearae
- Heterorhabditis zealandica
- Heterorhabditis sp.
- Heterorhabditis sp. 1395
- Heterorhabditis sp. Acows
- Heterorhabditis sp. DHAF-2007a
- Heterorhabditis sp. GDb16
- Heterorhabditis sp. GDd233
- Heterorhabditis sp. GPS1
- Heterorhabditis sp. GPS11
- Heterorhabditis sp. GPS2
- Heterorhabditis sp. GPS3
- Heterorhabditis sp. GPS5
- Heterorhabditis sp. GZa139
- Heterorhabditis sp. GZa41
- Heterorhabditis sp. GZa42
- Heterorhabditis sp. HBa140
- Heterorhabditis sp. HBa233
- Heterorhabditis sp. HBa301
- Heterorhabditis sp. HBa35
- Heterorhabditis sp. HBa78
- Heterorhabditis sp. HBa89
- Heterorhabditis sp. JCL003
- Heterorhabditis sp. JCL040
- Heterorhabditis sp. KMD10
- Heterorhabditis sp. KMD19
- Heterorhabditis sp. LQ-2003
- Heterorhabditis sp. MM7
- Heterorhabditis sp. MP11
- Heterorhabditis sp. NP3
- Heterorhabditis sp. OH25
- Heterorhabditis sp. Oswego
- Heterorhabditis sp. QZL-2011
- Heterorhabditis sp. RA-2011
- Heterorhabditis sp. Riwaka
- Heterorhabditis sp. SGhr2
- Heterorhabditis sp. SGhr4
- Heterorhabditis sp. SGinakshi
- Heterorhabditis sp. SGmg3
- Heterorhabditis sp. SGms1
- Heterorhabditis sp. SGmtr13
- Heterorhabditis sp. SGmtr14
- Heterorhabditis sp. SGmtr15
- Heterorhabditis sp. SPS-2009
- Heterorhabditis sp. YNa125
- Heterorhabditis sp. YNa128
- Heterorhabditis sp. YNa156
- Heterorhabditis sp. YNa38
- Heterorhabditis sp. YNa8
- Heterorhabditis sp. YNb182
- Heterorhabditis sp. YNb184
- Heterorhabditis sp. YNb185
- Heterorhabditis sp. YNb59
- Heterorhabditis sp. YNb90